# Okiennik (Podzamcze)

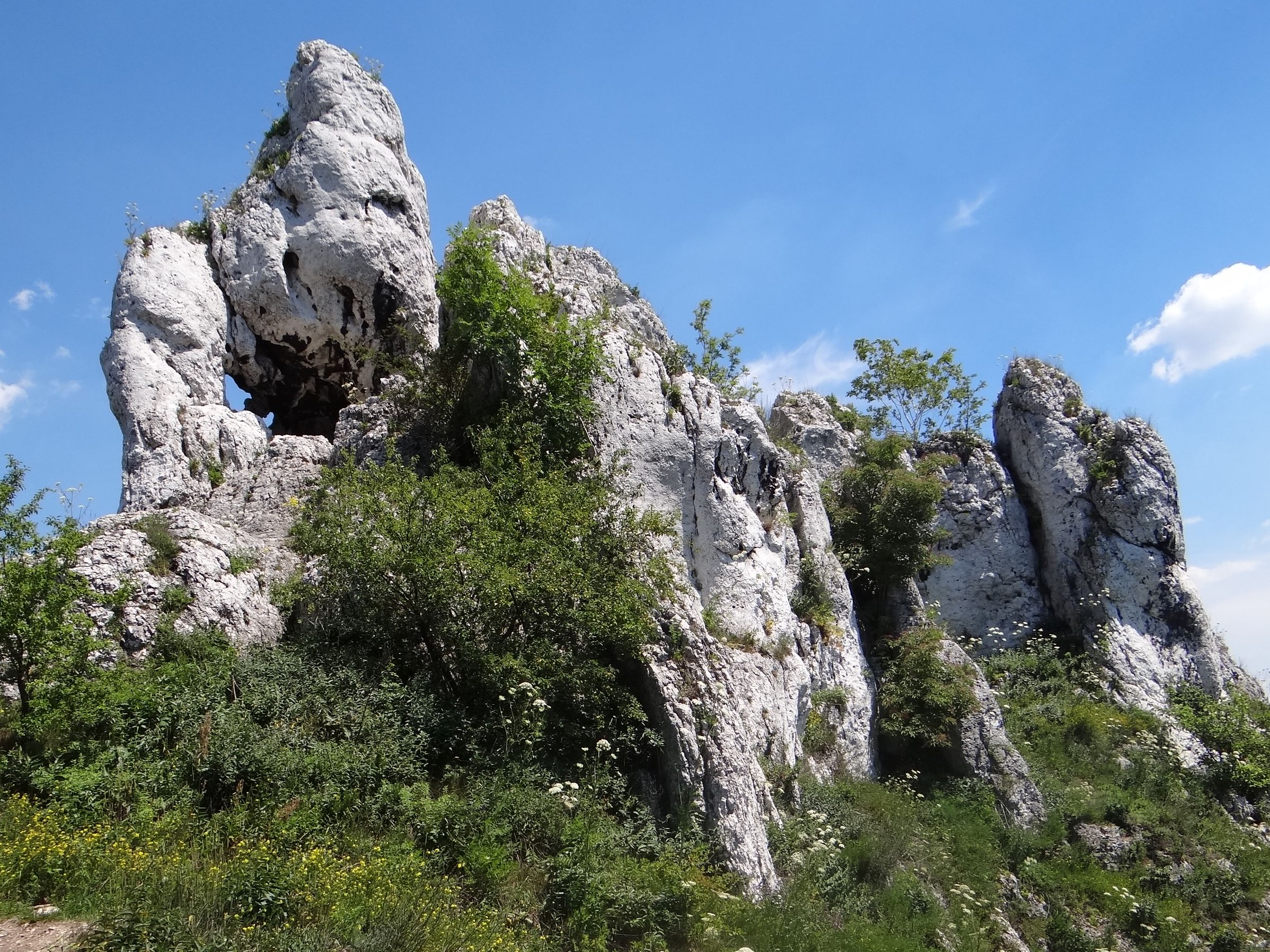
Okiennik z południowej strony

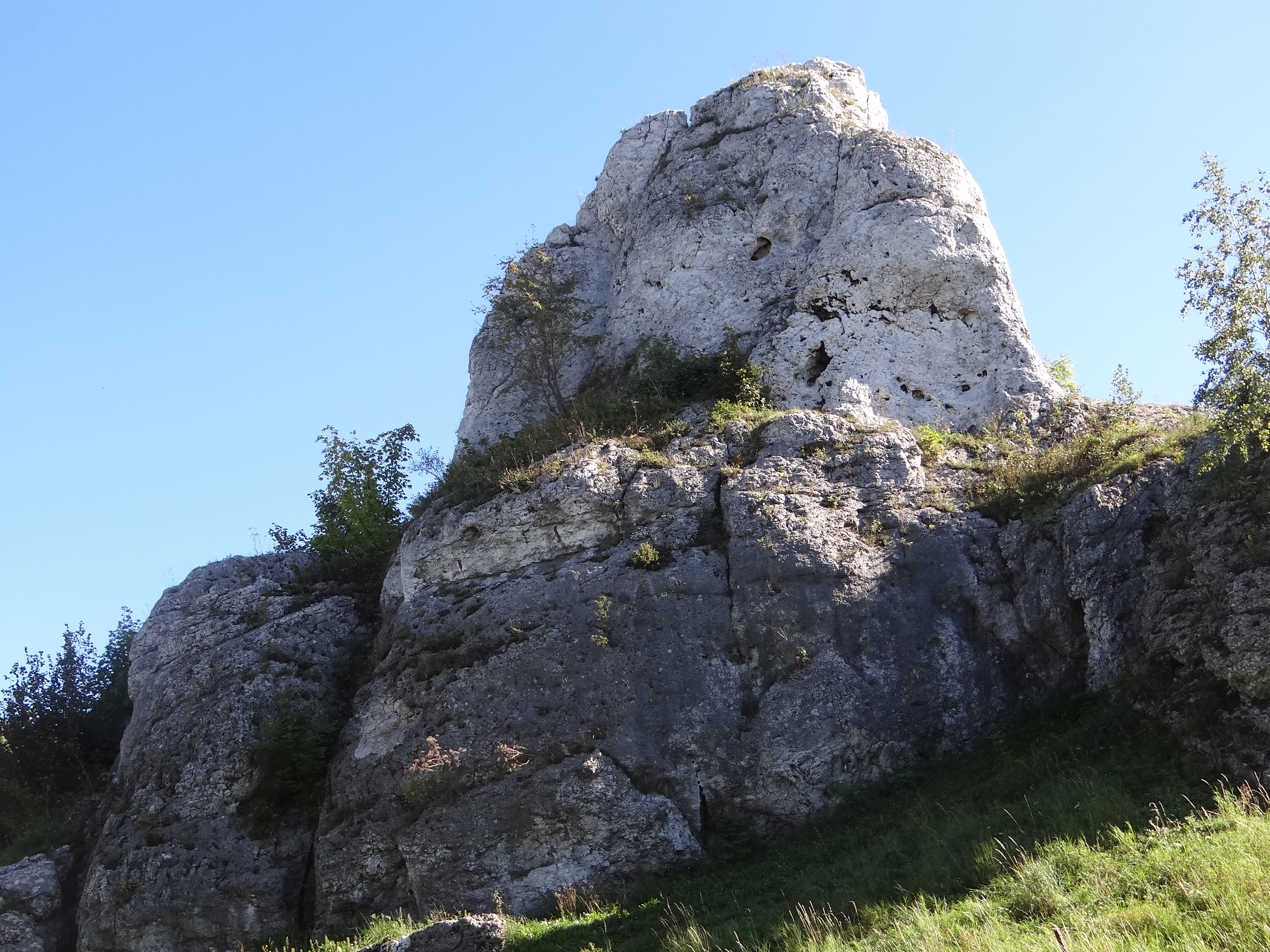
Okiennik od północy

Okiennik – skała w miejscowości Podzamcze w województwie śląskim, w powiecie zawierciańskim, w gminie Ogrodzieniec. Znajduje się obok Zamku Ogrodzieniec, w bliskiej odległości od wschodniego narożnika jego murów obronnych. Znajduje się na Wyżynie Częstochowskiej wchodzącej w skład Wyżyny Krakowsko-Częstochowskiej.
Okiennik znajduje się na terenie otwartym. Zbudowany jest z wapieni i posiada okno, od którego pochodzi jego nazwa. Okno to w rejestrze jaskiń ma nazwę Schronisko obok Ruin Zamku w Ogrodzieńcu Drugie. Okiennik a wysokość 8–12 m i ściany połogie, pionowe lub przewieszone. Wspinacze skalni poprowadzili na nich 4 drogi wspinaczkowe o trudności od IV do VI.2+ w skali Kurtyki. Mają wystawę północno-zachodnią, południową i południowo-zachodnią. Na trzech drogach zamontowano stałe punkty asekuracyjne: ringi (r) i stanowiska zjazdowe (st) lub dwa ringi zjazdowe (drz).
Okiennik I
1. Kominem i zacięciem; IV, 16 m
2. Parapet; 6r + st + drz, VI.1, 14 m
3. Lufcik; 3r + st, VI.1, 9 m

Okiennik II
1. Z okna na świat; 4r + st, VI.2+, 10 m[4].

Okiennik cieszy się dużą popularnością wśród wspinaczy skalnych. Obok Okiennika biegnie Szlak Orlich Gniazd – jeden z głównych szlaków turystycznych Wyżyny Krakowsko-Częstochowskiej.